# Gamma motoneuron
γ motoneuron je typ dolního motorického neuronu v předních rozích míšních, který inervuje intrafuzální vlákna, která spolu se senzorickými aferentními vlákny tvoří svalové vřeténko pro propriocepce a nepřímou kontrakci. Tvoří cca 30% neuronů vedoucí ke svalu. Axony γ neuronů jsou myelinizované, tenčí (cca 5 μm) a v přenosu pomalejší než alfa motoneurony. Udržují svalové vřeténko napnuté, čímž umožňují alfa motoneuronům svalovou kontrakci a dále hrají roli v nastavení senzitivity svalového vřeténka.